# Saab 340
Saab 340 (швед. Saab 340) — це шведський турбогвинтовий літак з двома двигунами, спільного виробництва Saab AB та Fairchild Aircraft у пропорції 65:35. За первинною домовленістю Saab будував алюмінієвий фюзеляж та вертикальний стабілізатор, а також проводив остаточне складання літака на фабриці в місті Лінчепінг, Швеція, тоді як Fairchild відповідав за крило, горизонтальний стабілізатор та гондоли для розміщення двох турбогвинтових двигунів. Після того, як компанія Fairchild вийшла з проєкту, виробництво цих компонентів було перенесено до Швеції.
25 січня 1983 року Saab 340 виконав свій перший політ. На початку 1990-х років було випущено збільшений варіант літака, що отримав назву Saab 2000. Однак продажі цього типу скоротилися через високу конкуренцію на ринку регіональних авіалайнерів. У 1998 році Saab вирішив припинити виробництво Saab 340.

## Модифікації

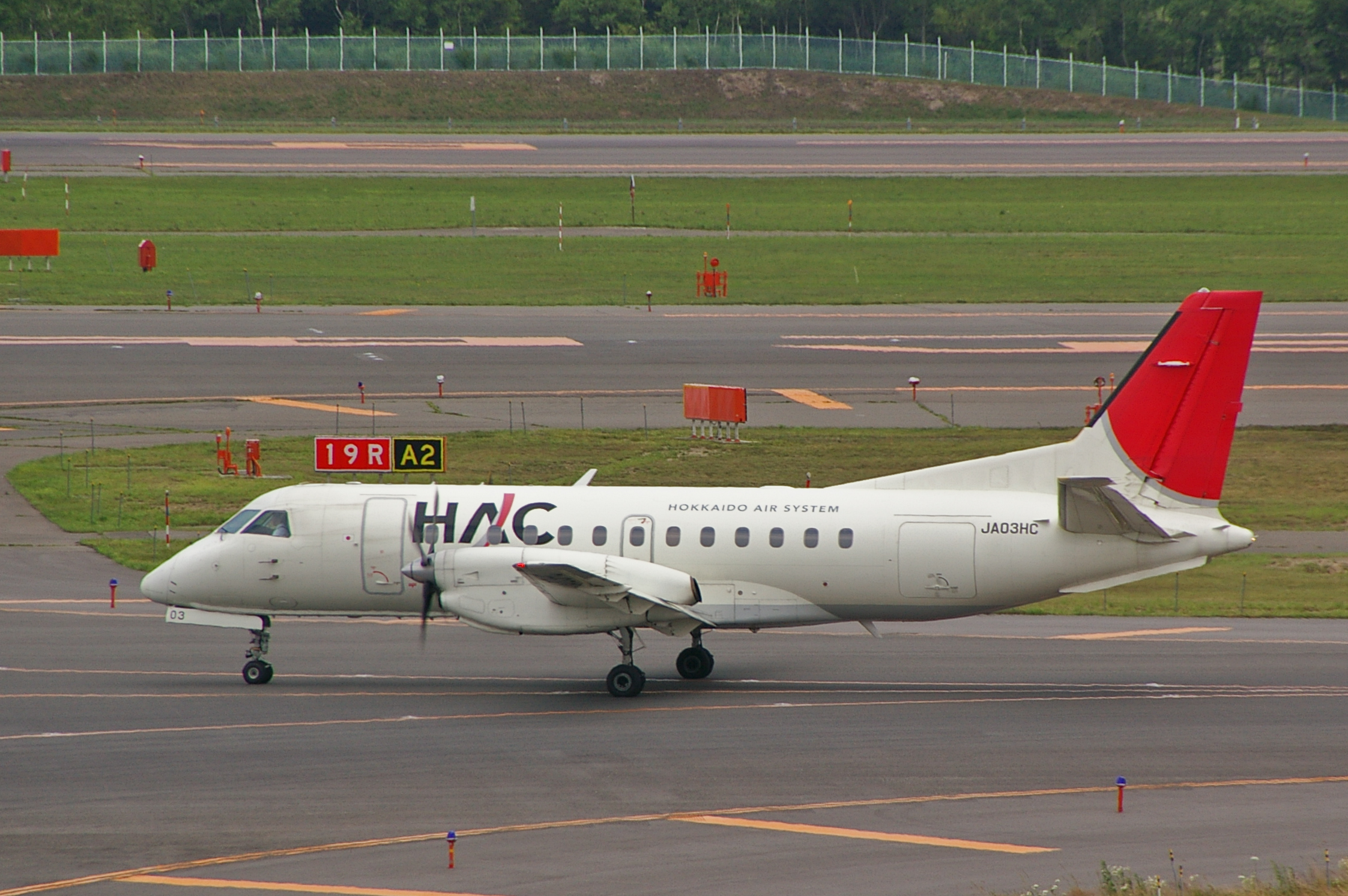
Saab 340B+ WT авіакомпанії Hokkaido Air System

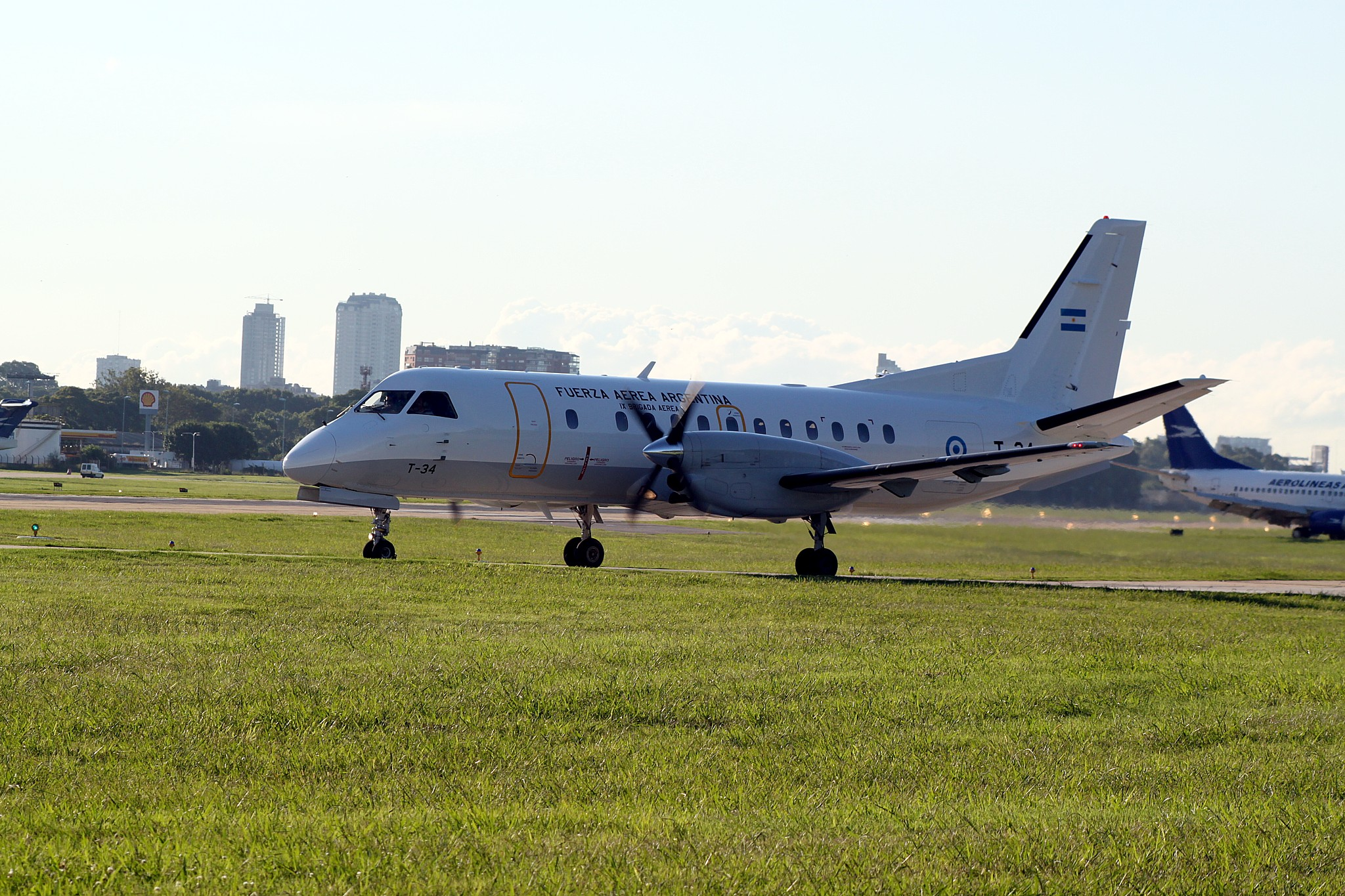
Saab 340B авіакомпанії LADE

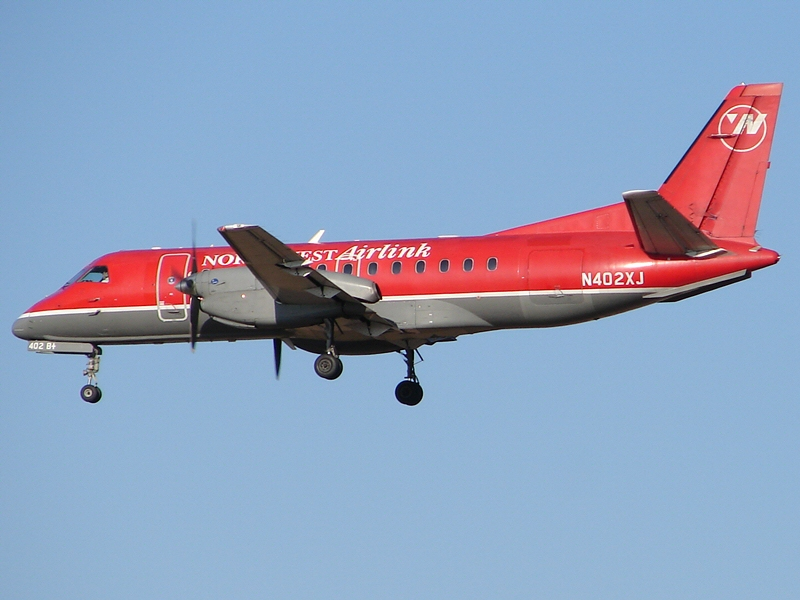
Saab 34 авіакомпанії Northwest Airlink

Saab 340A
Регіональний пасажирський літак на 30-36 місць, з двома турбогвинтовими двигунами General-Electric CT7-5A2 потужністю 1735 к.с. (1215 кВт). Серійні номери від 340A-001 до 340A-159. Доступний у пасажирському, VIP та вантажному варіантах.
Saab 340B
Регіональний пасажирський літак на 33-36 місць, з двома турбогвинтовими двигунами General-Electric CT7-9B потужністю 1870 к.с. (1394 кВт). Серійні номери від 340B-160 до 340B-359.
Saab Tp 100
VIP-версія модифікацій Saab 340B та B Plus для Повітряних сил Швеції.
Saab Tp 100A
VIP-версія Saab 340B
Saab TP 100C
Saab OS 100
Один Tp 100A модифікований для польотів за Угодою про відкрите небо (Open Skies).
Saab 340B Plus
Покращена версія Saab 340B. Деякі мають збільшені закінцівки крила. Серійні номери від 340B-360 до 340B-459.
Saab 340B plus SAR-200
Морський пошуково-рятувальний літак для Берегової охорони Японії. Обладнаний збільшеними закінцівками крила.
Saab 340AF
Вантажна версія.
Saab 340A QC
Транспортний літак з можливістю швидкої конвертації салону з пасажирського у вантажний варіант.
Saab 340 AEW&C
Літак дальнього радіолокаційного стеження (AEW&C).
Saab 340 MSA
Літак берегової охорони для багатофункціонального спостереження, виявлення, класифікації та ідентифікації морських контактів. Також може використовуватися як пошуково-рятувальний.
Може бути обладнаний додатковим паливним баком для збільшення радіуса патрулювання.
У 1990-х була розроблена та випускалася подовжена версія літака, що отримала власну назву Saab 2000.